# SARS-CoV-2-Variante Gamma

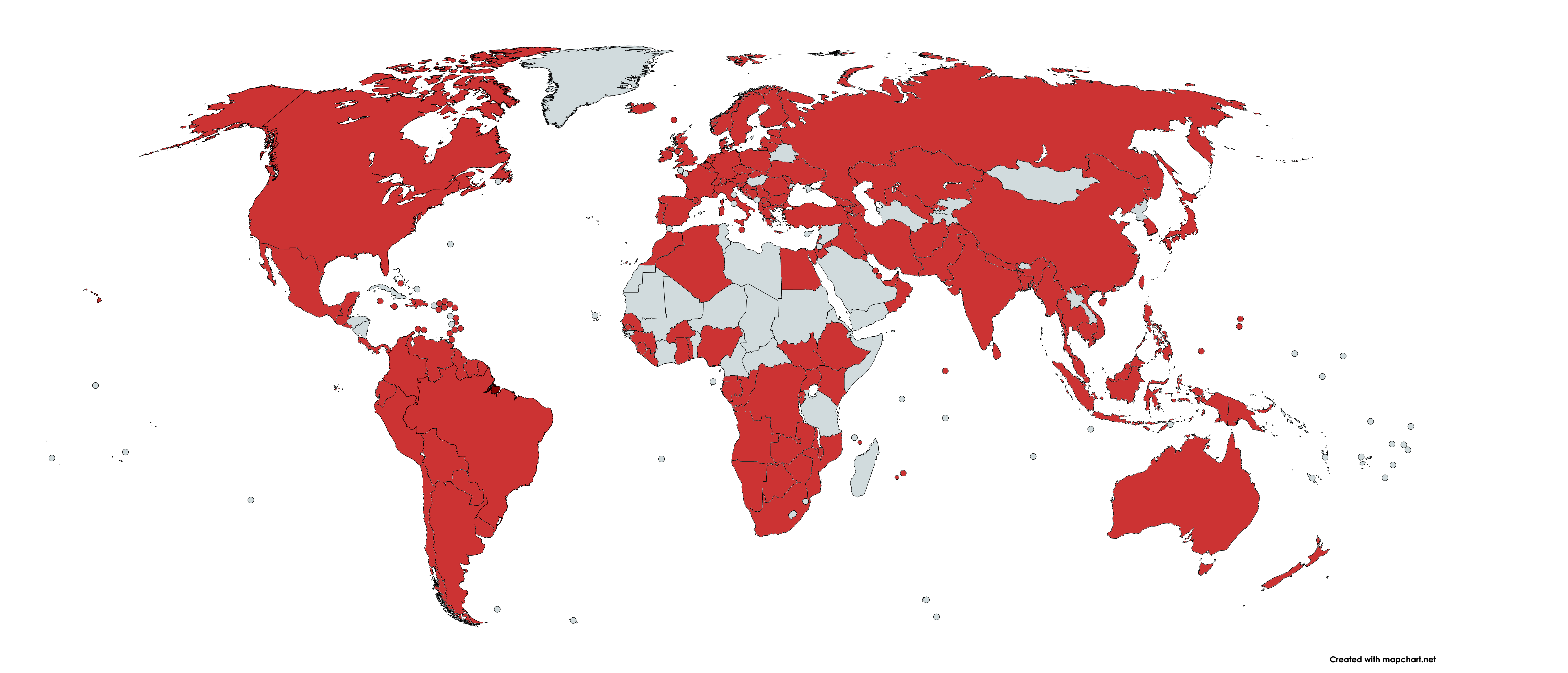
Staaten mit bestätigten Fällen der Gamma-Variante (Stand: 1. November 2021)

Die SARS-CoV-2-Variante Gamma ist eine durch Mutation entstandene Variante des Betacoronavirus SARS-CoV-2. Sie wird in der Pango-Nomenklatur mit P.1 (alias B.1.1.28.1) bezeichnet (zuvor 20J/501Y.V3) und wurde erstmals im November 2020 im brasilianischen Manaus festgestellt, nachdem im Oktober 2020 dort sowie in der Region Amazonas die Infektionszahlen sprunghaft um 67 % angestiegen waren.
Die WHO vergab ab 1. Juni 2021 griechische Buchstaben für die Bezeichnung der SARS-CoV-2-Varianten, um eine Stigmatisierung von Ländern zu vermeiden. Infektionen mit dieser Variante des SARS-CoV-2-Erregers wurden auch aus Japan gemeldet, wohin sie durch Reisende eingeschleppt wurde.
- In Brasilien wurde der erste Verdachtsfall am 15. Dezember 2020 gemeldet.

- Der erste Labornachweis der Gamma-Variante datiert vom 6. Januar 2021, festgestellt in Japan.

- Im Januar 2021 meldeten Belgien,  Deutschland, Färöer-Inseln, Guyana, Italien, Japan, Kolumbien, Niederlande, Südkorea, Taiwan,  USA, Uruguay erste Infektionen mit dieser COVID-19-Linie.

- Im Februar 2021 kamen Argentinien, Bangladesch, Finnland, Frankreich, Indien, Irland, Kanada, Mexiko, Norwegen, Paraguay, Peru, Portugal, Schweden,  Schweiz, Spanien, Suriname, Türkei, Venezuela hinzu.

- Im März 2021 traten die ersten Fälle dieser COVID-19-Linie in Aruba, Australien, Bolivien, Chile, Dänemark, Dominikanische Republik, Guadeloupe, Indien, Jordanien, Neuseeland,  den Philippinen auf.

- Im April 2021 meldeten die Volksrepublik China, Israel, Malta, Österreich, Panama, Slowenien den ersten Fall mit dieser COVID-19-Variante.[3]

## Forschungsergebnisse
Es wurden 17 Änderungen in der Aminosäuresequenz, 10 davon in dem Spikeprotein des Virus festgestellt. Sie unterscheidet sich vom Ursprungstyp durch die Änderungen der Aminosäuren des Spike-Proteins, Polymorphismen auf (L18F, T20N, P26S, D138Y, R190S, K417T, E484K, N501Y, H655Y, T1027I, V1176F) und an der Spitze des Spike-Proteins (N501Y, K417T, E484K). Die Mutationen (K417T, E484K und N501Y) erhöhen die Bindung an den menschlichen ACE2-Rezeptor der Zellen. Das Ansteckungsrisiko ist um 1,4 bis 2,2-fache gegenüber der Ursprungsvariante erhöht. Man schätzt das Datum des ersten Auftritts dieser Mutationen zwischen dem 6. Oktober bis 24. November 2020. Ab Januar 2021 beobachtete man einen sprunghaften Anstieg der Covid-19-Todesfälle in Brasilien. Genaue Angaben zu erhöhter Sterblichkeit gegenüber der Ursprungsvariante von SARS-CoV-2 sind noch nicht vorhanden. Ob die derzeit verfügbaren Impfstoffe auch gegen diese Variante wirksam sind, wird noch untersucht. Zurzeit (Frühjahr 2021) werden vermehrte Zweit-Infektionen mit der Gamma-Variante bei überstandener Erstinfektion untersucht.

## Mutationen
Bisher sind folgende durch nicht-synonyme Mutationen im Spike-Gen verursachten, für die Gamma-Variante charakteristischen Änderungen der Proteine identifiziert:
ORF1ab des Virus:
- synT733C
- synC2749T
- S118L
- K1795Q
- del11288-11296 (3675- 3677 SGF)
- synC12778T
- synC138660T
- E5665D

Mutationen des Spike-Proteins des Virus:
- L18F
- T20N
- P26S
- D138Y
- R190S
- K417T
- E484K
- N501Y
- H655Y
- T1027I
- V1176F

ORF8 des Virus:
- E92K
- ins28269-28273

N des Virus:
- P80R

- RBD-Schlüsselpositionen des Virus
- K417
- E484
- N501

## Verlust der Polymorphismen im Spike-Protein
- Deletion H69/V70
- Deletion 144
- N501Y
- A570D
- D614G
- P681H
- T716I
- S982A
- D118H

## Unterschiede der Gamma-Variante  (B.1.1.248)  und  (B.1.351)
Die Unterschiede befinden sich an der RBD-Schlüsselpositionen des Virus K417T wo das Protein Lysin an Position 417 durch Threonin ersetzt worden ist. E484K kann 90 % der Antikörper gegen das Virus neutralisieren. hACE2 erhöht die Wirksamkeit der Antikörperneutralisation des Virus weiter.